# Mòng biển mỏ mảnh
Chroicocephalus genei là một loài chim trong họ Laridae.

## Hình ảnh

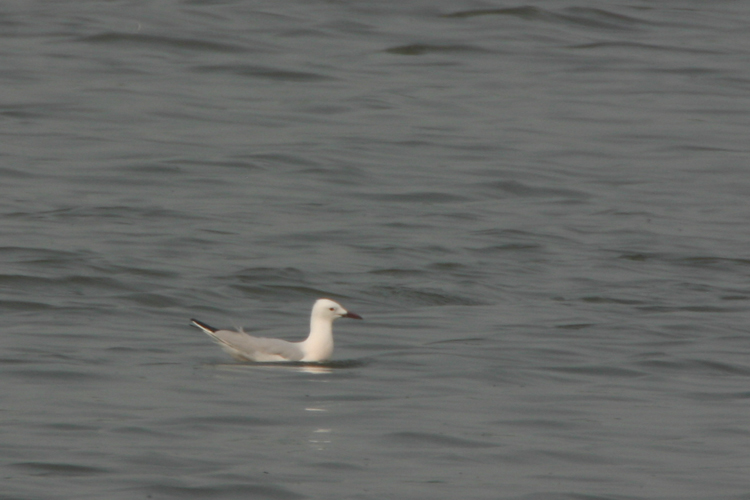
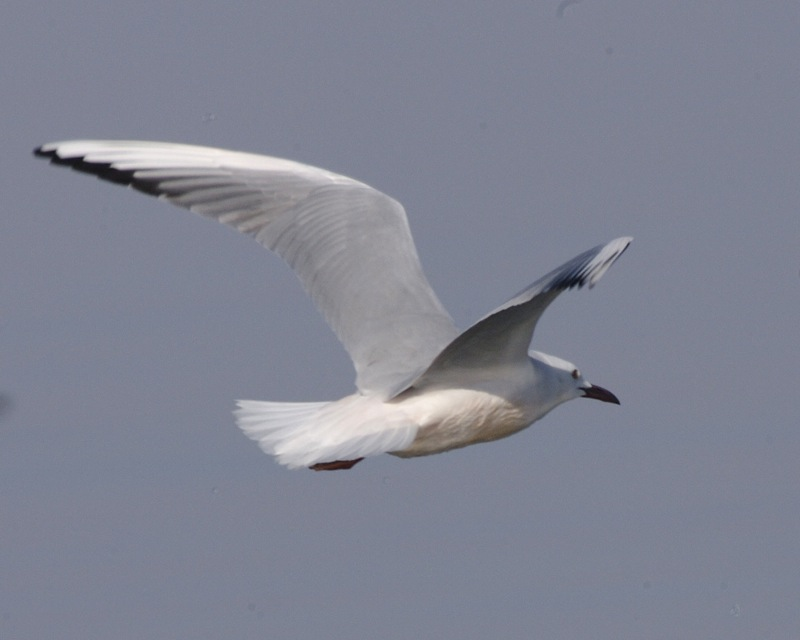
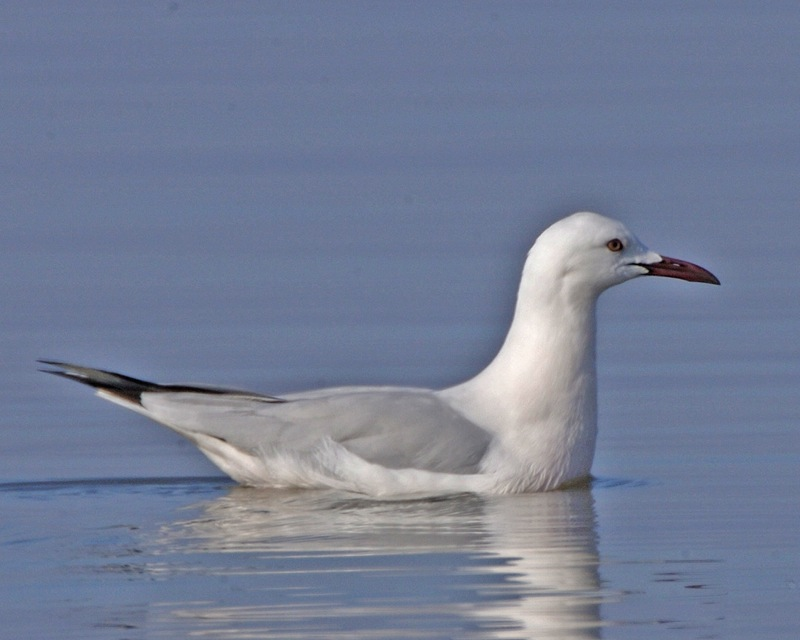
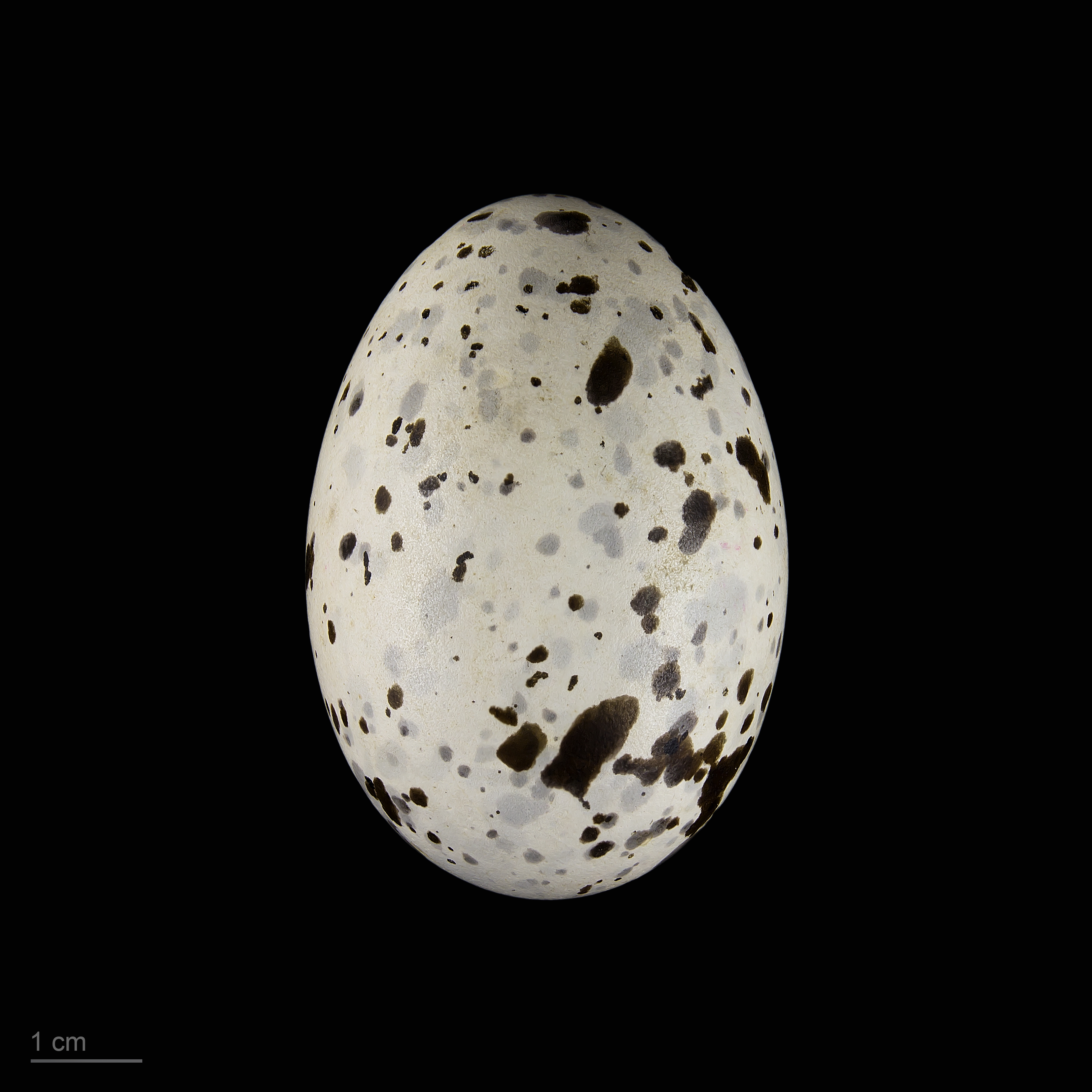
Museum specimen